# Lijst van koningen van Portugal
De koningen van Portugal regeerden vanaf de stichting van het Koninkrijk Portugal in 1139 tot de omverwerping van de Portugese monarchie en de stichting van de Portugese Republiek met de Oktoberrevolutie in 1910.
In de bijna 800 jaar waarin Portugal een monarchie was, bezaten de koningen verscheidene titels en aanspraken, waaronder de titel Koning van de Algarve. Twee koningen van Portugal, Ferdinand I en Alfons V, maakten ook aanspraak op de Kroon van Castilië. Toen het Huis Habsburg aan de macht kwam, werden de koningen van Spanje en Napels ook koningen van Portugal. Het Huis Bragança bezorgde de Portugese Kroon nog enkele titels, zoals koning van Brazilië en daarna keizer van Brazilië.
Na de ondergang van de Portugese monarchie in 1910, had Portugal bijna zijn monarchie hersteld in een revolutie die bekendstaat als de Monarchie van het Noorden, hoewel de poging tot restauratie maar een maand duurde totdat ze werd onderdrukt. Met de dood van Emanuel II, werd de Miguelistische tak van het Huis Bragança de troonpretendent van de troon van Portugal. Zij werden allemaal uitgeroepen tot koning van Portugal door monarchistische groepen. Dit is zuiver symbolisch en niemand kan koning van Portugal worden behalve als ze worden uitgeroepen door de Portugese staat en het parlement. De Portugese regering verklaart dat de huidige vertegenwoordiger van het Huis Bragança, Duarte Pio van Bragança, de legitieme opvolger is van de koningen van Portugal, maar erkent hem alleen als hertog van Bragança en niet als koning.
De monarchen van Portugal stamden allemaal af van één voorouder, Alfons I van Portugal, hoewel directe lijnen wel soms zijn uitgestorven. Hierdoor zijn er verscheidene koningshuizen aan de macht gekomen in Portugal, hoewel ze wel allemaal Portugese koninklijke afstammingen hebben.
Deze huizen zijn:
- Het Huis Bourgondië (1143-1383)
- Het Huis Aviz (1385-1581)
- Het Huis Habsburg (1581-1640)
- Het Huis Bragança (1640-1910)

## Graafschap Portugal(1095-1139)

### Huis Bourgondië (1095-1139)
Het Huis Bourgondië, bekend als de Alfonsijnse Dynastie, was het stichtende huis van het koninkrijk Portugal. Voor de onafhankelijkheid van Portugal regeerde het huis over het feodale graafschap Portugal van het koninkrijk Galicië. Toen Alfons I Henriques Portugal onafhankelijk verklaarde, vormde hij de familie om van een grafelijk huis tot een koninklijk huis dat Portugal meer dan twee eeuwen lang zou regeren. Toen Ferdinand I stierf, ontstond er een successiecrisis en de dochter van Ferdinand, Beatrix van Portugal, werd uitgeroepen tot koningin en haar man Johan I van Castilië tot koning via de rechten van zijn vrouw. Haar legitimiteit als monarch wordt betwist.
| Graaf | Graaf                              | Regeringsperiode | Opmerkingen            |
| ----- | ---------------------------------- | ---------------- | ---------------------- |
|       | Hendrik van Bourgondië (1069-1112) | 1095-1112        | met Theresia van León. |
|       | Alfons I (1110-1185)               | 1112-1139        |                        |

## Koninkrijk Portugal(1139-1910)

Wapen van Koninkrijk Portugal

### Huis Bourgondië (1139-1385)
| Nr. | Monarch | Monarch                                             | Regeringsperiode | Opmerkingen                                                                     |
| --- | ------- | --------------------------------------------------- | ---------------- | ------------------------------------------------------------------------------- |
| 1   |         | Alfons I de Veroveraar (1110-1185) Afonso Henriques | 1139-1185        | Hij was eerst hertog van Portugal, en vanaf 1139 de eerste koning van Portugal. |
| 2   |         | Sanctius I de Bevolker (1154-1211) Sancho I         | 1185-1211        |                                                                                 |
| 3   |         | Alfons II (1185-1223) Afonso II                     | 1211-1223        |                                                                                 |
| 4   |         | Sanctius II (1209-1248) Sancho II                   | 1223-1248        |                                                                                 |
| 5   |         | Alfons III (1210-1279) Afonso III                   | 1247-1279        |                                                                                 |
| 6   |         | Dionysius de Boer (1261-1325) Dinis I               | 1279-1325        |                                                                                 |
| 7   |         | Alfons IV de Dappere (1291-1357) Afonso IV          | 1325-1357        |                                                                                 |
| 8   |         | Peter I de Rechtvaardige (1320-1367) Pedro I        | 1357-1367        |                                                                                 |
| 9   |         | Ferdinand I de Schone (1345-1383) Fernando I        | 1367-1383        |                                                                                 |
| 10  |         | Beatrix van Portugal (1373-1412) Beatriz            | 1383-1385        | koningin de jure                                                                |

### Interregnum (1383-1385)
Chaotische periode na de dood van koning Ferdinand I:
- De latere Johan I wordt door het volk van Lissabon verkozen tot regent en verdediger van het koninkrijk
- Pestepidemie en inval van de koning Johan I van Castilië, die Lissabon belegert.

### Huis Aviz(1385-1580)
Het Huis Aviz, bekend als de Joanijnse Dynastie, volgde het Huis Bourgondië op als regerend huis van het koninkrijk Portugal. Het huis werd gesticht door Johan I van Portugal, die Grootmeester was van de Orde van Aviz. Toen koning Johan II stierf zonder opvolger, ging de troon naar zijn neef, Emanuel. Toen koning Sebastiaan van Portugal stierf ging de troon naar zijn oom, Hendrik van Portugal. Toen Hendrik stierf, kwam er een successiecrisis en werd Anton van Crato uitgeroepen tot Anton van Portugal. Zijn legitimiteit als monarch wordt betwist.
| Nr. | Monarch | Monarch                                                          | Regeringsperiode | Opmerkingen                              |
| --- | ------- | ---------------------------------------------------------------- | ---------------- | ---------------------------------------- |
| 11  |         | Johan I (1357-1433) João I                                       | 1385-1433        | Regent 1383-1385                         |
| 12  |         | Eduard De Eloquente of De Koning-Filosoof (1391-1438) Duarte I   | 1433-1438        |                                          |
| 13  |         | Alfons V (1432-1481) Afonso V                                    | 1438-1477        | Peter van Portugal was regent 1439-1448. |
| 14  |         | Johan II (1455-1495) João II                                     | 1477             |                                          |
| 13  |         | Alfons V (1432-1481) Afonso V                                    | 1477-1481        | Peter van Portugal was regent 1439-1448. |
| 14  |         | Johan II (1455-1495) João II                                     | 1481-1495        |                                          |
| 15  |         | Emanuel I De Grote of De Gelukkige (1469-1521) Manuel I          | 1495-1521        |                                          |
| 16  |         | Johan III (1502-1557) João III                                   | 1521-1557        |                                          |
| 17  |         | Sebastiaan (1554-1578) Sebastião I                               | 1557-1578        |                                          |
| 18  |         | Hendrik I De Kuise of De Koning-Kardinaal (1512-1580) Henrique I | 1578-1580        |                                          |
| 19  |         | Anton I (1531-1595) António I                                    | 1580-1580        |                                          |

### Huis Habsburg(1580-1640)
Het Huis Habsburg, bekend als de Filipijnse Dynastie, is het huis dat regeerde over Portugal van 1581 tot 1640. Dit begon met de uitroeping van Filips II van Spanje tot Filips I van Portugal in 1580, en de officiële erkenning door de Portugese Cortes van Tomar in 1581. Filips I beloofde over Portugal te heersen als een koninkrijk gescheiden van Spanje, onder de personele unie die bekendstaat als de Iberische Unie.
| Nr. | Monarch | Monarch                           | Regeringsperiode | Opmerkingen                                                                                |
| --- | ------- | --------------------------------- | ---------------- | ------------------------------------------------------------------------------------------ |
| 20  |         | Filips I (1527-1598) Filipe I     | 1580-1598        | Hij was koning van Spanje als Filips II. Was o.a. getrouwd met de Engelse koningin Maria I |
| 21  |         | Filips II (1578-1621) Filipe II   | 1598-1621        | Hij was koning van Spanje als Filips III.                                                  |
| 22  |         | Filips III (1605-1665) Filipe III | 1621-1640        | Koning van Spanje als Filips IV.                                                           |

### Huis Bragança(1640-1910)
Het Huis Bragança, dat bekendstaat als de Brigantijse dynastie, kwam aan de macht in 1640. Hertog Johan II van Bragança claimde dat hij de rechtmatige erfgenaam was van het Huis Aviz en werd uitgeroepen tot koning Johan IV van Portugal, waarop hij het Huis Habsburg afzette in de Portugese Restauratieoorlog.
| Nr. | Monarch | Monarch                                           | Regeringsperiode | Opmerkingen |
| --- | ------- | ------------------------------------------------- | ---------------- | --- |
| 23  |         | Johan IV (1604-1656) João IV                      | 1640-1656        | |
| 24  |         | Alfons VI (1643-1683) Afonso VI                   | 1656-1683        | |
| 25  |         | Peter II (1648-1706) Pedro II                     | 1683-1706        | Was de jongere broer van koning Alfons VI. |
| 26  |         | Johan V (1689-1750) João V                        | 1706-1750        | Gehuwd met Maria Anna van Oostenrijk. |
| 27  |         | Jozef De Hervormer (1714-1777) José I             | 1750-1777        | Gehuwd met Infanta Marianne Victoria van Bourbon. |
| 28  |         | Maria I De Vrome of De Krankzinnige (1734-1816)   | 1777-1816        | Regeerde samen met haar man, Peter III. Peter III stierf in 1786 en vanaf 1792 was haar oudste zoon, Johan, regent en regeerde in haar naam. |
| 29  |         | Peter III (1717-1786) Pedro III                   | 1777-1786        | Hij was samen met Maria I koning en koningin van Portugal. Hij was een jongere broer van koning Jozef I. |
| 30  |         | Johan VI De Vergevingsgezinde (1767-1826) João VI | 1816-1826        | Hij was de stichter van het Verenigd Koninkrijk van Portugal, Brazilië en de Algarve. Was gehuwd met prinses Charlotte Joachime van Spanje. |
| 31  |         | Peter IV (1798-1834) Pedro IV                     | 1826             | Peter werd in 1822 de eerste keizer van Brazilië. Trad in 1831 af ten gunste van zijn zoon Peter II van Brazilië. |
| 32  |         | Maria II (1819-1853)                              | 1826-1828        | Eerste periode koningin. Ze werd koningin op 7-jarige leeftijd. Haar oom Michael, was regent van 1826 tot 1828 en greep in 1828 de macht. |
| 33  |         | Michaël (1802-1866) Miguel I                      | 1828-1834        | Michael was een jongere broer van de Portugese koning Peter IV ook keizer van Brazilië. In 1828 greep hij de macht en zette zijn nichtje Maria II af, en riep de absolute monarchie uit. In 1834 werd hij afgezet door Maria II met hulp van haar vader, de ex-keizer van Brazilië. |
| 32  |         | Maria II (1819-1853)                              | 1834-1853        | In 1834 werd Maria opnieuw koningin. Ze trad eerst in het huwelijk met August van Leuchtenberg, die stierf datzelfde jaar. In 1837 trad ze in het huwelijk met Ferdinand van Saksen-Coburg-Gotha, later koning-gemaal van Portugal en regent voor Peter V.                          |
| 34  |         | Peter V (1837-1861) Pedro V                       | 1853-1861        | Hij werd na de plotselinge dood van zijn moeder koning, hij was toen 16 jaar. Ook hij stierf plotseling in 1861. Ook zijn broers Ferdinand Maria en Johan Maria stierven in dat jaar.                                                                                               |
| 35  |         | Lodewijk I (1838-1889) Luís I                     | 1861-1889        | Lodewijk was een jongere broer van Peter V. |
| 36  |         | Karel I (1863-1908) Carlos I                      | 1889-1908        | Koning Karel werd in 1908 vermoord samen met zijn oudste zoon Lodewijk Filips. |
| 37  |         | Lodewijk II (1887-1908) Luís II                   | 1908             | Lodewijk-Filips werd in 1908 vermoord samen met zijn vader, koning Karel. Hij was 20 minuten koning. |
| 38  |         | Emanuel II (1889-1932) Manuel II                  | 1908-1910        | Emanuel was een jongere broer van Lodewijk II, hij werd na de dood van zijn vader en oudere broer koning van Portugal. Twee jaar later deed hij afstand van de regering en werd verbannen naar het buitenland.                                                                      |